# Любжин, Алексей Игоревич
Алексей Игоревич Любжин (род. 16 апреля 1967) ― российский филолог-классик, переводчик. Доктор филологических наук. В своих научных публикациях применял методы классической филологии к литературе XVIII века. Также специализируется на истории образования в России. Выступает критиком советской системы образования: считает, что она была основана не на учёте особенностей каждой из категорий учеников, как это было в Российской империи, а ориентирована на среднего человека, что в итоге служило причиной её неэффективности.

## Биография
В 1984 году окончил французскую спецшколу № 59, затем поступил на классическое отделение филологического факультета МГУ. В 1985―1987 годах проходил срочную службу в рядах ВС СССР. В 1991 году окончил МГУ с отличием. В июне 2000 года защитил кандидатскую диссертацию на тему «Влияние греческой эпиграмматической поэзии на латинскую (техника поэтического перевода)». Научные руководители ― А. А. Россиус и А. И. Зайцев.
Был учителем латинского языка в школе № 67 (1992), преподавал на кафедре компаративистики и древних языков РГГУ (1992―1995) и в Московском культурологическом лицее № 1310 (1993―1999). В 1999―2002 годах работал редактором в издательстве «Греко-латинский кабинет Ю. А. Шичалина». С октября 2002 года является научным сотрудником Отдела редких книг и рукописей НБ МГУ.
В 2012 году защитил докторскую диссертацию «Рецепция римской литературы в России XVIII ― начала XX века». В 2018 год преподавал в Университете Дмитрия Пожарского. По состоянию на 2024 год преподаёт в Институте iSpring. Ведет блог в «Живом Журнале». 

## Публикации
Книги
- Очерки по истории российского образования императорской эпохи = Essays on history of russian education of imperial epoch. — M. : Изд-во Моск. культурол. лицея № 1310, 2000. — 107, [3] c.
- Римская литература в России в XVIII — начале XX века : приложение к «Истории римской литературы» М. фон Альбрехта. — М. : Греко-латинский каб. Ю. А. Шичалина, 2007. — 221 с.; 21 см; ISBN 978-5-87245-130-3.
- Сумерки всеобуча: школа для всех и ни для кого. — Москва : Университет Дмитрия Пожарского, 2017. — 484 с. — ISBN 978-5-91244-207-0 — 500 экз.
- История русской школы императорской эпохи. В 3 томах. Том 1. Русская школа XVIII столетия. — М.: Никея, 2014. — 1408 с. — ISBN 978-5-91761-298-0.
- История русской школы императорской эпохи. В 3 томах. Том 2. Русская школа XIX столетия. Книга 1. — М.: Никея, 2015. — 960 с. — ISBN 978-5-91761-444-1.
- История русской школы императорской эпохи. В 3 томах. Том 2. Русская школа XIX столетия. Книга 2. — М.: Никея, 2016. — 952 с. — ISBN 978-5-91761-586-8.
- История русской школы императорской эпохи. В 3 томах. Том 2. Русская школа XIX столетия. Книга 3. — М.: Никея, 2018. — 960 с. — ISBN 9785917618173.
- Мертвый Белинский, живой Мерзляков. Заметки консерватора о литературе и ее врагах. — М.: Common Place, 2022.

Научные статьи
- Московский Благородный пансион // Лицейское и гимназическое образование. 1997. — № 1.
  - Московский Благородный пансион // Мир школы, 2001. — № 5. — С. 50—57.
- Домашнее воспитание в конце XVIII — начале XIX века // Лицейское и гимназическое образование. 1998. — № 1 (2).
- Академические гимназии при Московском университете // Лицейское и гимназическое образование. 1998. — № 2(3)—3(4).
  - Академические гимназии при Московском университете // Педагогика. 2002. — № 4. — С. 69—75. (в сильно изменённом виде).
- Харьковский коллегиум в XVIII и начале XIX столетия // Лицейское и гимназическое образование. 1998. — № 6 (7). — С. 19—24; 1999. — № 1 (8). — С. 17—27.
  - Харьковский коллегиум в XVIII — начале XIX в. // Вопросы образования. — 2008. — № 3. — С. 240—263.
- Алексей Федорович Мерзляков. Очерк из истории отечественной педагогики пушкинской эпохи // Лицейское и гимназическое образование. 1999. — № 3 (10).
  - Комментарий к одной строке из пушкинского письма. Алексей Фёдорович Мерзляков // Пушкинский альманах. 1799—2004. Народное образование, 2004. — № 5. — С. 236—239.
- Создание Главных народных училищ при Екатерине II // Образование в современной школе. 1999. — № 1. — С. 67—72.
  - Создание главных народных училищ при Екатерине II // Образование в современной школы. — 2000. — № 3. — С. 73—80.
- «Россиада» М. М. Хераскова и латинская эпическая поэзия // Греко-латинский кабинет. 2000. — № 3. — С. 28—42.
- О некоторых литературных приемах Овидия в «Метаморфозах» // Индоевропейское языкознание и классическая филология (ИЯКФ) — 4. СПб., 2000. — С. 58—62.
- О пользе наук и училищ. Три документа из истории российского образования. — Народное образование в России. Исторический альманах // Народное образование. 2000. — № 10. — С. 69—76.
- Париж, столица Франции… Ищите, дети! Домашнее воспитание на рубеже XVIII—XIX веков. — Народное образование в России. Исторический альманах // Народное образование, № 10, 2000. — С. 131—136.
- Catull. carm. 51, 13—16: опыт комментария // ИЯКФ — V. — СПб., 2001. — С. 81—84.
- Техника эпического каталога в «Россиаде» Хераскова // Античность в современном измерении. Тезисы докладов Всероссийской научной конференции, посвященной 35-летию научного кружка «Античный понедельник». Казань, 14—16 ноября 2001 г. — Казань, 2001. — С. 100—102.
- Аниций Пробин — переводчик эпиграмм корпуса. Epigrammata Bobiensia // Hyperboreus. In memoriam A. I. Zaicev. Petropoli Vol. 7, Fasc. 1—2. 2001. — С. 257—275.
- Античная литература (в соавторстве с Н. Н. Казанским) // Три века Санкт-Петербурга. Энциклопедия в трех томах. Т. 1. Кн. 1. — СПб., 2001. — С. 67—74.
- Воспитатель цесаревича // Мир школы, 2002. — № 3. — С. 38—43.
- Лев с большой буквы // Мир школы, 2002. — № 4. — С. 42—45.
- Эпические источники «Россиады» М. М. Хераскова // ИЯКФ VI. — СПб., 2002. — С. 101—107.
- «Оставить в покое недостижимое…». Педагогическое наследие Н. И. Пирогова // Лицейское и гимназическое образование. 2002. — № 10. — С. 15—20.
- Poeta doctus как понятие эстетики неотериков. Опыт коментария к Catull. 1 // Colloquia Classica et Indogermanica. Классическая филология и индоевропейское языкознание. — СПб., «Наука», 2002. — С. 511—516.
- Техника эпического каталога в «Россиаде» Хераскова // MNHMA. Сборник научных трудов, посвященный памяти профессора Владимира Даниловича Жигунина. Казань, 2002. — С. 512—518.
- Михаил Сперанский как реформатор русского просвещения // Лицейское и гимназическое образование. 2003. — № 1. — С. 20—25.
- Alexius Philtrius (qui et Liubzhin) Inguari f. De Alexii Jermolovii Petri f. bibliotheca latina // ИЯКФ VII. СПб., «Наука», 2003. — С. 59—62.
- Казанская гимназия в XVIII столетии // Лицейское и гимназическое образование. 2003. — № 8. — С. 24—29; № 9. — С. 19—23. 2004. — № 1. — С. 33—36.
- Латинская образованность и римская литература в России в XVIII — начале XX века // Вестник древней истории, 2004, № 1 (248). — С. 190—201.
- Философские трактаты Цицерона в библиотеке М. Н. Муравьева (совместно с М. В. Ленчиненко) // ИЯКФ IX. СПб., «Наука», 2005. — С. 135—142.
- Об одном из способов знакомства русской публики с римской литературой в XVIII столетии (к постановке вопроса) // ИЯКФ IX. СПб., «Наука», 2005. — С. 146—152.
- «Я никогда не искал и не ищу величия». А. Н. Шварц — министр народного просвещения России // Лицейское и гимназическое образование. 2005. — № 4. — С. 33—39.
- Христианские источники «Россиады» М. М. Хераскова // Евангельский текст в русской литературе XVIII—XX веков. Цитата, реминисценция, мотив, сю-жет, жанр. Сборник научных трудов. Выпуск 4. — Петрозаводск, 2005. — С. 86—95.
- Латинская библиотека генерала А. П. Ермолова // Альманах библиофила. — М., 2005. — Вып. 29. — С. 37—46.
- Об одном из способов знакомства русской публики с римской литературой в XVIII столетии (к постановке вопроса). // Индоевропейское языкознание и классическая филология. Материалы чтений, посвященных памяти профессора И. М. Тронского. СПб. — Вып. IX. 2005. — С. 146—152.
- Философские трактаты Цицерона в библиотеке М. Н. Муравьева // Индоевропейское языкознание и классическая филология. Материалы чтений, посвященных памяти профессора И. М. Тронского. СПб. Вып. IX. 2005. — С. 135—142. (соавтор: Ленчиненко М. В.).
- «Я никогда не искал и не ищу величия». А. Н. Шварц — министр народного просвещения России // Лицейское и гимназическое образование, 2005. — № 4. — С. 33—39.
- Русские читатели Проперция: Ф. Я. Козельский // Индоевропейское языкознание и классическая филология. Вып. X. 19—21 июня 2006 г. — СПб., «Наука», 2006. — С. 177—179.
- Александр Федосеевич Бестужев — первый русский переводчик Феогнида // Индоевропейское языкознание и классическая филология. Материалы чтений, посвященных памяти профессора И. М. Тронского. СПб. Вып. XI. 19—21 июня 2006 г. — СПб., «Наука», 2007. — С. 207—209.
- Благородный пансион при Московском университете // Лицейское и гимназическое образование. 2006. — № 5. — С. 85—89; № 6. — С. 67—73; № 9. — С. 81—86.
- Краткий очерк истории российского просвещения в XVIII столетии // Лицейское и гимназическое образование, 2007. — № 3. — С. 37—52.
- М. М. Херасков и Гомер (на материале «Россиады») // Россия и Греция: диалоги культур. Материалы І международной конференции. Часть ІІ. — Петрозаводск, Издательство ПетрГУ, 2007. — С. 252—256.
- Философские сочинения Цицерона в библиотеке М. Н. Муравьева // Про книги. № 3. 2007. — С. 39—42 (соавтор: Ленчиненко М. В.).
- О Шевыреве С. П. // Вопросы образования. — 2007. — № 1. — С. 269.
- Ода М. М. Хераскова на восшествiе на престолъ Императора Александра I. // Рукописи. Редкие издания. Архивы. Из фондов Отдела редких книг ирукописей. К 60-летию образования Отдела. — М., Водолей Publishers, 2008. — С. 181—209.
- Гораций в литературной полемике в России середины XIX века // Russian Text (19th Century) and Antiquity. Русский текст (19 век) и античность. BudapesTartu, 2008. — С. 54—64.
- «Россиада» М. М. Хераскова и античная эпическая традиция // Acta Linguistica Petropolitana. Труды Института лингвистических исследований. СПб., «Наука», 2008. — С. 415—452.
- Максим Иванович Невзоров: «Друг юношества» и враг Рима // Индоевропейское языкознание и классическая филология. — Вып. XIII. 22—24 июня 2009 г. СПб., «Наука», 2009. — С. 410—420.
- Античные интересы Ивана Ивановича Шувалова (Заметки к каталогу его библиотеки) // Индоевропейское языкознание и классическая филология. — XIV. 21—23 июня 2010 г. Часть ІІ. СПб., «Наука», 2010. — С. 164—175.
- Новоевропейский эпос в «Россиаде» Хераскова // Русская литература. Историко-литературный журнал. № 1. 2010. — С. 3—25.
- Сочинения об античной словесности в библиотеке просвещенного русского дворянина (На примере библиотек М. Н. и Н. М. Муравьевых и А. П. Ермолова) // Индоевропейское языкознание и классическая филология — XV. 20—22 июня 2011 г. СПб., «Наука», 2011. — С. 340—347.
- Латинская Генриада: эпическая традиция в двойном зеркале // Variante loquella. Сборник статей к семидесятилетию А. К. Гаврилова. — СПб., 2011. Bibliotheca classica Petropolitana. = Hyperboreus. Studia classica. Petropoli. Vol. 16—17. 2010—2011. Bibliotheca classica Petropolitana. Verlag C. H. Beck München. — С. 493—500.
- «Русский Гомер». Опыт о литературной репутации. Часть 1. — Вестник Московского университета. Серия 9. Филология. № 5. Сентябрь-октябрь. Издательство Московского университета, 2011. — С. 83—96.

Публицистика
- Корабль чудаков. Очерк об образовательном симпозиуме по постмодернизму // Лицейское и гимназическое образование. 1998. — № 1 (2). (с Т. Б. Михайловой).
- Санкт-Петербургская классическая гимназия // Лицейское и гимназическое образование. 1998. — № 3 (4).
- Принесет ли пользу стране двенадцатилетняя школа? // Лицейское и гимназическое образование. 1998. — № 4 (5).
- III Московская городская олимпиада по латинскому языку и античной культуре // Лицейское и гимназическое образование. 1999. — № 4 (11).
- М. М. Херасков и его «Россиада» на уроках русской литературы // Лицейское и гимназическое образование. 1999. — № 5 (12).
- Станет ли Кастальский ключ источником нового вдохновения для русских учителей? Семинар по древнегреческой литературе и культуре в Европейском культурном центре в Дельфах. 31 июля — 12 августа 2000 года // Лицейское и гимназическое образование. 2000. — № 5 (18).
- Первый среди равных. Мир школы, 2002. — № 1. — С. 44—47.
- Где и чему учиться? «Учебник для попечительного отца семейства». Мир школы, 2002. — № 2. — С. 120—122.
- Классическая гимназия в России. Мир школы, 2002. — № 5. С. 45—49.
- Отрывок из ненаписанных педагогических воспоминаний, или О курсовых работах в школе. — Исследовательская работа школьников. 2002. — № 2 (2). — С. 160—166.
- Категория «пайдейи» в античности и современном мире // Школа персонального образования. Руководство для управленцев сферы образования, педагогов, родителей и лучших учащихся. [М.], Институт учебника «Пайдейя», Школа «Логос», 2003. С. 15—24, 26—27.
- Как выбрать школу. Опыт краткого руководства для пользователя // Лицейское и гимназическое образование. 2003. — № 2. — С. 47—50.
- На пути к дистанционной педагогике // Высшее образование в России, 2003. — № 2. — С. 50—53.
  - Дистанционное обучение: технологии и перспективы // Народное образование. — № 6 (1329), 2003. — С. 89—92.
- «Так живет весь цивилизованный мир…» Русская школа и Запад. Очерк взаимоотношений // Лицейское и гимназическое образование. 2003. — № 10, с.[уточнить]
- Конструктивная трудность // Лицейское и гимназическое образование.2004. — № 6. — С. 55—57.
- Что такое империя? — Россия в глобальной политике. Т. 2. — № 5. Сентябрь-октябрь 2004. — С. 94—100.
- Заметки о преподавании русской словесности // Лицейское и гимназическое образование. 2004. — № 8. — С. 21—26.
- О чтении в античную эпоху // Лицейское и гимназическое образование. 2005. — № 3. — С. 28—31.
- Личные коллекции в Научной библиотеке МГУ // «Лицейское и гимназическое образование», 2005. — № 3. — С. 50—56. (совместно с М. В. Ленчиненко).
- Реформа: слово и дело. — Россия в глобальной политике. Т. 3. — № 2. Март-апрель 2005. — С. 95—100.
- «Нас добрыя дела геройских паче славят» // ЛГО, 2005. — № 5. — С. 27—32.
- Классическая школа: мнимый провал?: комментарий к статье Э. Д. Днепрова «Кризис общего среднего образования в конце XIX в.» // Вопросы образования. — 2008. — № 4. — С. 253—255.
- Полемика о проекте стандарта старшей школы // Вопросы образования. 2011. — № 2. — С. 181—192.

Переводы
- А.-И. Марру. История воспитания в античности (Греция). М, 1998. Перевод с франц. яз.: часть II, главы 1 (с М. М. Сокольской), 2, 4—10, заключение.
- Фридрих II. О воспитании. — Лицейское и гимназическое образование (ЛГО), 1999, № 1. С. 55—62. Перевод с нем. яз. (с А. В. Михайловским). Перепечатка: Мир школы, 2001. — № 6. — С. 46—54.
- Манфред Эррен. «Георгики» Вергилия и политика Августа. Лекция, читанная в Московском Университете 3 октября 1996 г. Перевод с нем. яз. (с А. И. Солоповым). — Греко-латинский кабинет, № 3. — С. 9—25.
- Фридрих II. Из политического завещания 1752 года. Мир школы, 2002. — № 1. — С. 34—37.
- В. Йегер. Пайдейя. Воспитание античного грека. — М., 2001. Том I.
- Михаэль фон Альбрехт. История римской литературы. Перевод с нем. яз. Т. 1. М., 2002 (вышел в 2003). Т. 2. М., 2004. Т. 3. М., 2005.
- Артур Кёстлер. Альбер Камю. Размышления о смертной казни. — М., 2003 (с П. И. Проничевым).
- Секст Проперций. Элегии. — М., 2004 (с переводом предисловия Джорджо Бонаменте и примечаниями).
- [Письмо Л. К. Валькенара кн. Н. Б. Юсупову. Перевод с латинского языка посвящения Theocriti, Bionis, et Moschi Carmina bucolica. Graece et latine… — Lugduni Batavorum, 1779]. Приложение к статье К. Г. Боленко «„Превосходнейший князь…“: К истории переписки князя Н. Б. Юсупова и профессора Л. К. Валькенара». // Век просвещения. І. Пространство европейской культуры в эпоху Екатерины ІІ. М., «Наука», 2006. — С. 477—481.
- Латинские документы в кн.: История Московского Университета (вторая половина XVIII — начало XIX века). Сборник документов. Том 1. Составитель, автор вступительных статей и примечаний Д. Н. Костышин. М., Academia, 2006. № 88. — С. 145—146; № 89. — С. 147; № 143. — С. 213—214; № 156. — С. 223; № 157. — С. 224—225; № 162. — С. 230—231; № 184. — С. 258.
- Письма А. Н. Шварца и Ф. Е. Корша С. И. Соболевскому. Публикация, комментарии А. И. Любжина. // Discipuli magistro. К 80-летию Н. А. Федорова. Сост. Н. П. Гринцер, Д. О. Торшилов. — Orientalia et classica. Труды Института восточных культур и античности. — Вып. XV. — М., РГГУ, 2008. — С. 448—472.
- Гомерова Иліада [Текст] / переводъ съ греческаго Е. И. Кострова и А. И. Любжина. — Москва : Р. Валент, 2019. — 525, [2] с., [8] с. — ISBN 978-5-93439-566-8 : 200 экз.

Художественные тексты в дореволюционной орфографии
- Любжинъ, А. И. Сирень Таврическаго сада. — М.: Acta pr, 2012.
- Любжинъ, А. И. Слѣпой. — М., 2009.
- Любжинъ, А. И. Opuscula. — Магаданъ: Новое Время, 2023.